# Concerned: The Half-Life and Death of Gordon Frohman
Concerned - The Half-Life and death of Gordon Frohman  är en humoristisk webbserie skapad av Christopher C. Livingston. Den handlar om Gordon Frohman, en av många andra som blir förflyttade till City 17 av The Combine.  

Det publicerades totalt 203 episoder + epilog och avslutning. Den sista episoden publicerades den 26 oktober 2006.
Namnet Gordon Frohman kommer från spelserien Half-Life, där huvudpersonen heter Gordon Freeman.